# Joakim Brodén
Joakim "Jocke" Brodén, född 5 oktober 1980, är en svensk sångare. Han är med Pär Sundström grundare av det Falunbaserade heavy metalbandet Sabaton.
Brodén har tidigare spelat i bandet Stormwind. Han har också varit gästmusiker i band och med artister som Desert, Doro, Follow the Cipher, Grailknights, Hulkoff, Pain, SkyRide, Snowy Shaw, Thobbe Englund, Twilight Force, Van Canto och Wisdom.
Han har även tjeckiskt medborgarskap, då hans mor är därifrån.